# 阿特姆·克拉維斯
阿特姆·阿納托利約維奇·克拉維斯（羅馬化：Artem Anatoliiovych Kravets；1989年6月3日—），烏克蘭足球運動員。在場上的位置是前鋒。現效力於土超球隊科尼亞，曾效力於烏克蘭足球超級聯賽球隊基輔迪納摩足球俱樂部、格蘭納達足球會等球隊。他也代表烏克蘭國家足球隊參賽。